# Deuteraphorura antheuili
Deuteraphorura antheuili is een springstaartensoort uit de familie van de Onychiuridae. De wetenschappelijke naam van de soort is voor het eerst geldig gepubliceerd in 1936 door Denis.